# Rachid Amirou
Rachid Amirou, né le 18 juin 1956 à Mirabeau (actuellement Draâ Ben Khedda, en Algérie) et mort le 9 janvier 2011 à Auxerre (en France), est un sociologue français d'origine kabyle.

## Biographie
Maître de conférence à Montpellier puis professeur des universités à Nanterre, Paris 5, puis Perpignan,,. Président du réseau interrégional inter-universitaire de recherche sur le tourisme (R2IT) dont il a été un des créateurs à la fin des années 1990. Il s'est fait connaître par ses travaux sur le tourisme et sur les politiques du patrimoine culturel et l'imaginaire de la culture. Ces écrits, s'inspirant de Winnicott, de Victor Turner, de Max Weber et de Gilbert Durand défendent la thèse que le tourisme et les pratiques récréatives, sont à rapprocher de l'espace potentiel tel que défini par Donald Winnicott.
Michel Houellebecq, ami de Rachid Amirou, le cite dans son livre Plateforme.
Il meurt à Auxerre le 9 janvier 2011,.